# Émile Ollivier (homme politique)
Pour les articles homonymes, voir Émile Ollivier et Ollivier.
Émile Ollivier, né le 2 juillet 1825 à Marseille (France) et mort le 20 août 1913 à Saint-Gervais-les-Bains, est un homme d'État français. D'abord avocat, puis préfet sous la Deuxième République, il est élu député républicain sous le Second Empire. Napoléon III le charge en 1870 de constituer un gouvernement d'hommes nouveaux en associant bonapartistes libéraux (centre droit) et orléanistes ralliés à l'Empire libéral (centre gauche), mais en excluant les bonapartistes autoritaires (droite). Quoique d'une brève durée (six mois), son ministère a laissé des traces profondes.

## Biographie

### Origines familiales et jeunesse
Émile Ollivier est le fils de Démosthène Ollivier, député républicain des Bouches-du-Rhône. Il grandit dans une famille politisée, au 28 rue Nau (6e arrondissement de Marseille), puis au 13, rue Vincent-Scotto, dans le 1er arrondissement. Son père héberge Giuseppe Mazzini, puis son fils, durant son enfance.
Orphelin de mère à huit ans, il est placé dans une bonne pension de la ville. Il fait sa scolarité au Collège Royal de Marseille, actuel lycée Thiers, puis au lycée Louis-le-Grand. Il y obtient un septième prix d'histoire au Concours général.
Il étudie ensuite le droit et devient avocat à Paris en 1847. Mais avec l'établissement de la Deuxième République, le ministre de l'Intérieur Ledru-Rollin, ami de son père, le nomme le 27 février 1848 commissaire du gouvernement provisoire de la République dans les départements des Bouches-du-Rhône et du Var, alors qu'il n'est âgé que de 22 ans. Il est muté dans la Haute-Marne en juillet 1848 sous Cavaignac, puis révoqué en janvier 1849 après la victoire de Louis-Napoléon Bonaparte aux élections présidentielles.
Il poursuit alors sa carrière d'avocat qui commence à décoller et se fait remarquer par ses talents d'orateur : cela lui apporte rapidement l'aisance matérielle.

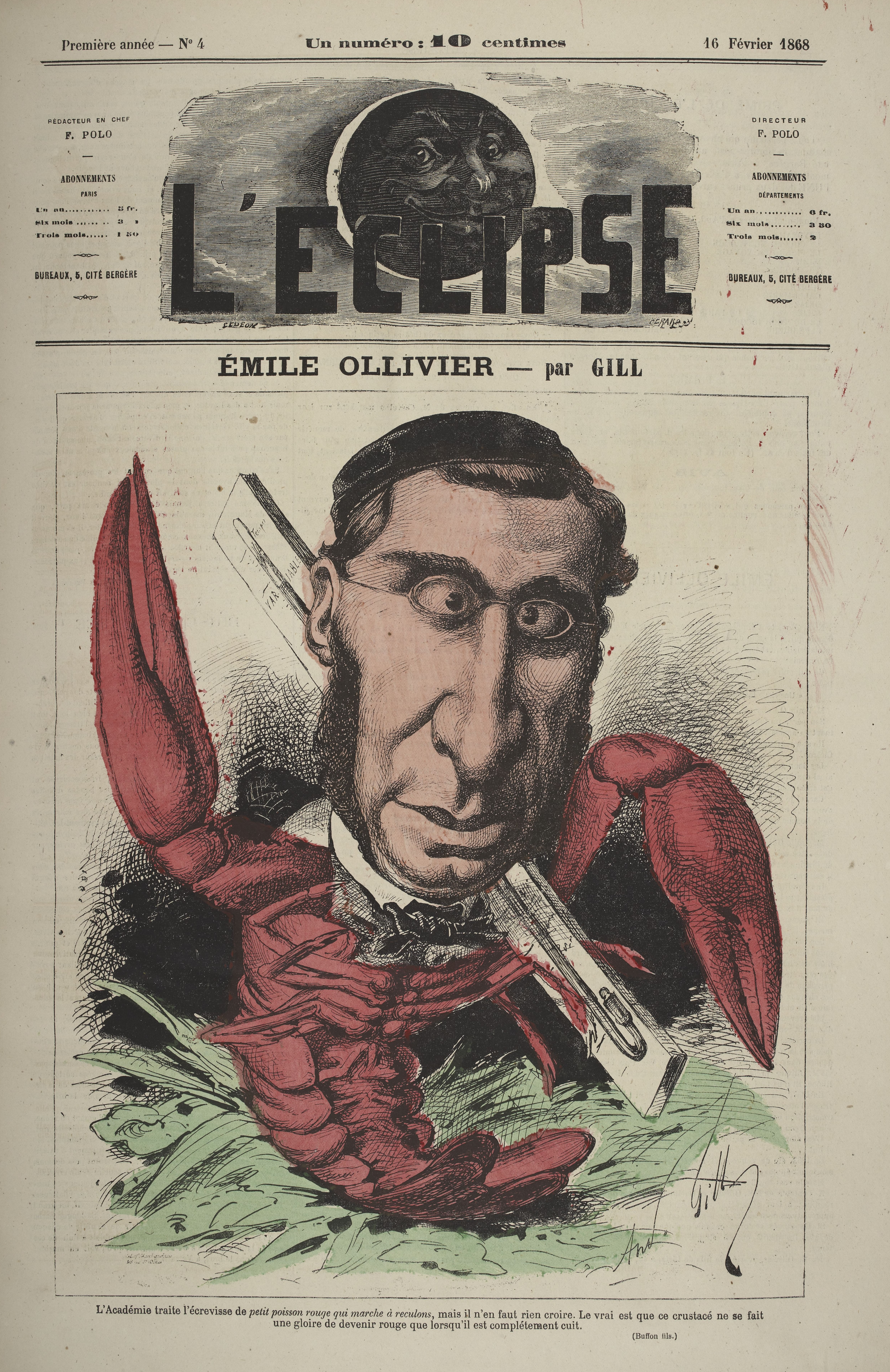
Caricature d'Émile Ollivier par André Gill en 1868.

### Député républicain sous le Second Empire
Le 22 octobre 1857 à Florence, il épouse la fille aînée de Franz Liszt et de Marie d'Agoult, Blandine. En 1860, il achète le château de la Moutte à Saint-Tropez ; sur le fronton de l'entrée il fait graver sa devise : « Certa viriliter sustine patienter ».
En 1857, il est élu député de la Seine grâce au désistement du républicain Garnier-Pagès, et doit accepter de prêter serment à l'Empire, afin de pouvoir siéger au Corps législatif. Il s'affirme d'emblée comme le principal orateur de la petite opposition dite « des Cinq » (républicains) et s'attache à faire évoluer le régime vers le parlementarisme, encouragé par le duc de Morny, président du Corps législatif. Il ne cesse de réclamer des réformes mais, loin de se cantonner dans une opposition systématique, il n'hésita pas à approuver et à encourager le gouvernement lorsque celui-ci lui parut aller dans la direction qu'il jugeait la bonne.
Réélu en 1863 avec la vague républicaine, il accepte d'être le rapporteur de la loi du 25 mai 1864, qui abolit le délit de coalition créé par la loi Le Chapelier de 1791 et instaure le droit de grève. Puis, en 1865, il rencontre l'Empereur, reconnaissant ainsi la dynastie des Bonaparte et se faisant rejeter par ses amis républicains. Il refuse néanmoins le portefeuille de l'Instruction publique et la fonction d'orateur du gouvernement que lui offrent Morny en 1865 puis Walewski en 1867. Il souhaite en effet entrer au gouvernement non pas seul, comme une vaine caution, mais à la faveur d'un mouvement qui marquerait le triomphe de ses idées libérales.

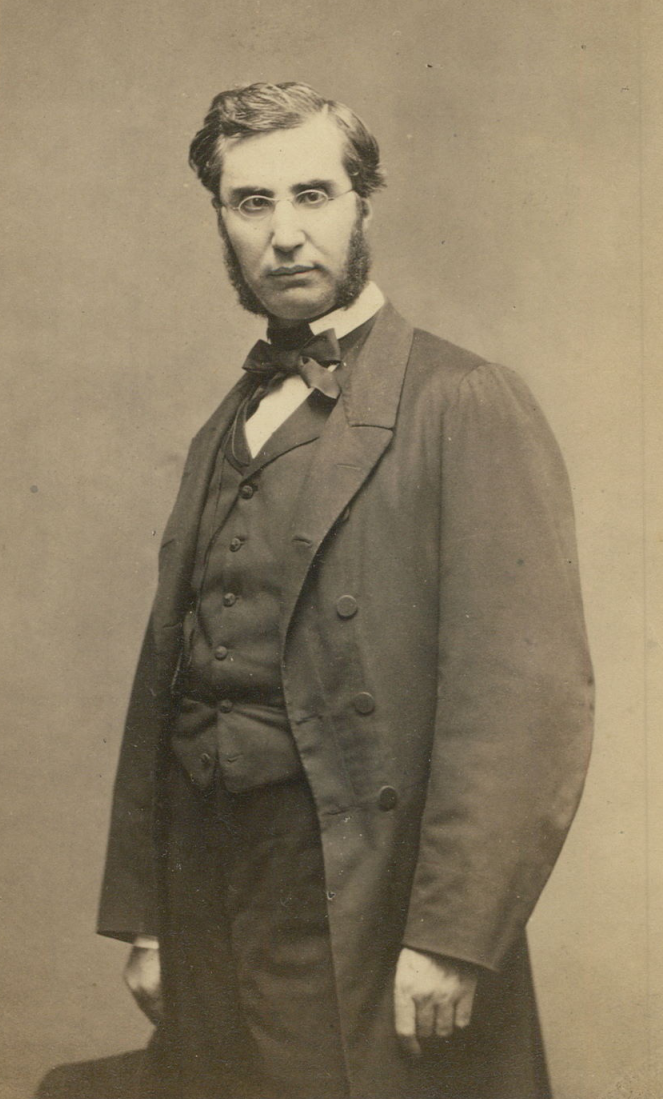
Émile Ollivier photographié par Étienne Carjat.

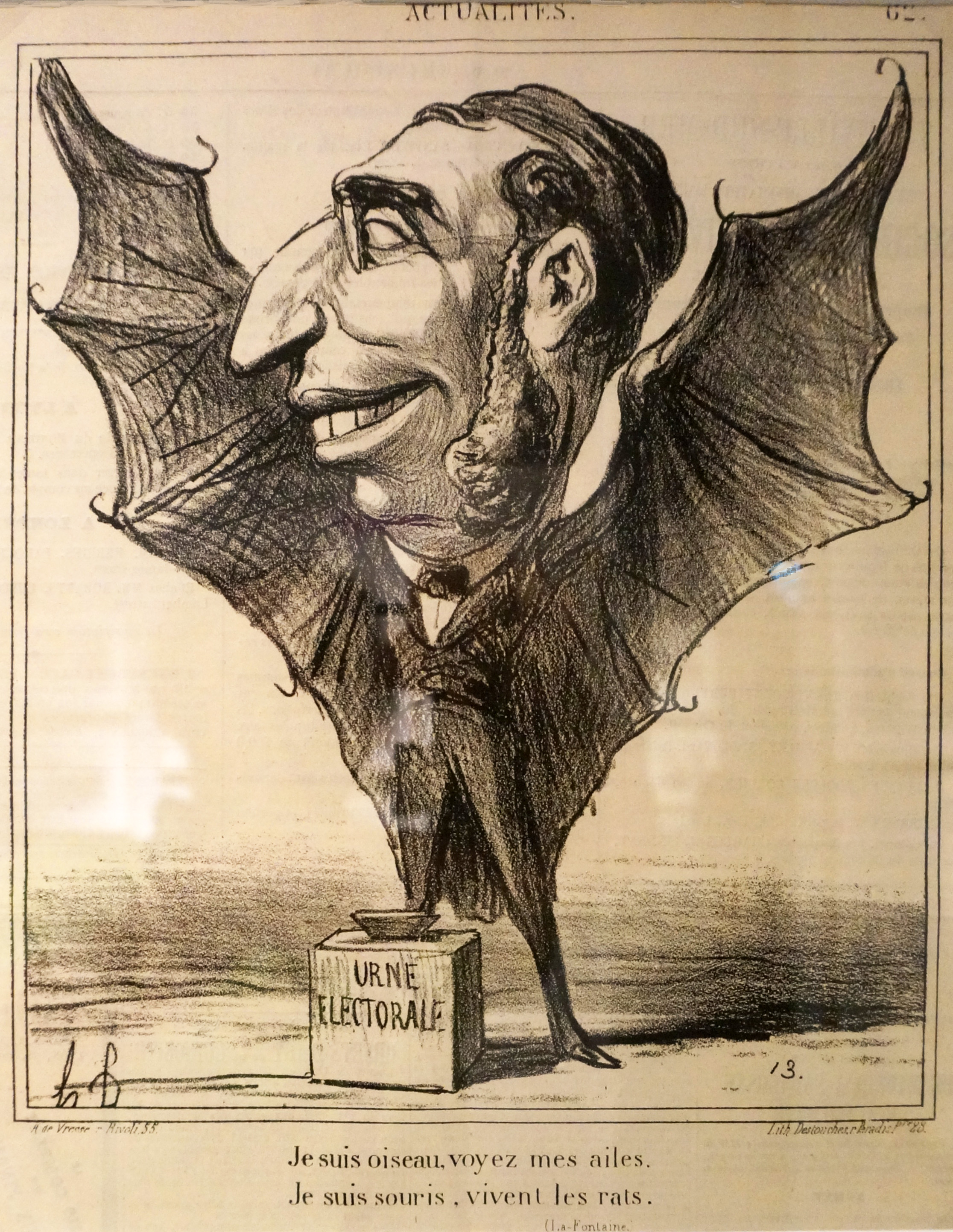
Caricature d'Émile Ollivier par Honoré Daumier dans Le Charivari en 1868.

### Gouvernement Ollivier
Veuf depuis 1862, il épouse le 23 septembre 1869 Marie-Thérèse Gravier, jeune fille de dix-neuf ans dont il avait fait la connaissance à Vittel. De cette union naquirent trois enfants.
Aux élections de 1869, il est battu dans la Seine mais élu dans le Var et, arbitre de la situation grâce à la position charnière acquise par son Tiers Parti, est, après quelques tergiversations, chargé par Napoléon III, le 27 décembre 1869, de lui « désigner les personnes pouvant former autour de lui un cabinet homogène représentant fidèlement la majorité du Corps législatif ». C'était la reconnaissance du principe parlementaire.

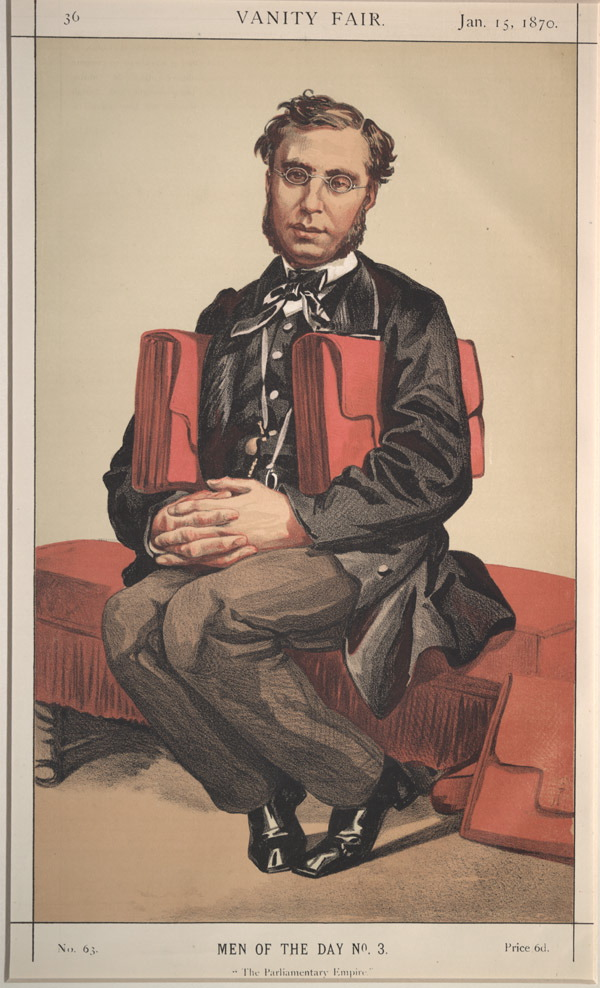
Caricature parue en 1870 dans le journal Vanity Fair.

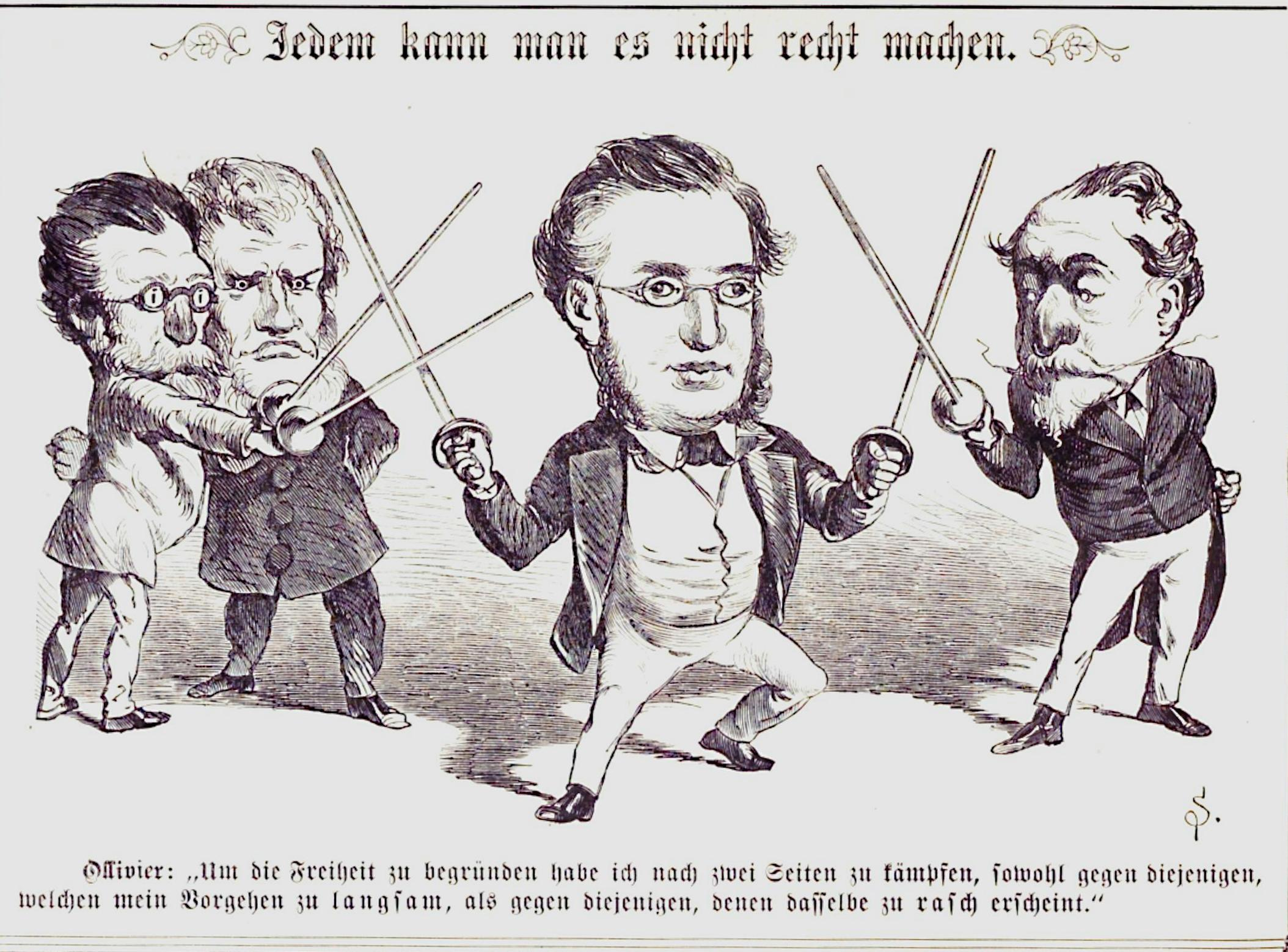
Ollivier entre les partis politiques, caricature de 1870 (Kladderadatsch, Allemagne).

Ollivier constitue alors un gouvernement d'hommes nouveaux en associant bonapartistes libéraux (centre droit) et orléanistes ralliés à l'Empire libéral (centre gauche), mais en excluant les bonapartistes autoritaires (droite). Il prend lui-même le ministère de la Justice et des Cultes, le premier dans l'ordre protocolaire et apparaît comme le véritable chef du ministère, mais sans se voir attribuer le titre de vice-président du Conseil que lui contestent les ministres du centre gauche, Daru et Buffet. Ceux-ci démissionnent d'ailleurs dès avril 1870, contraignant Émile Ollivier à se rapprocher des bonapartistes autoritaires.
Son gouvernement ne durera que six mois mais accomplit une œuvre importante, interrompue par la guerre. Cherchant à concilier ordre et liberté, il engage une révision constitutionnelle d'ensemble pour mettre sur pied un système semi-parlementaire (sénatus-consulte du 21 mai 1870). Il abandonne les procédés de la candidature officielle, renvoie Haussmann et quelques autres préfets autoritaires, amnistie Ledru-Rollin exilé depuis 1849, fait appliquer avec modération la législation sur la presse. Parallèlement, il fait preuve de fermeté avec l'aide de son ministre Eugène Chevandier de Valdrome face aux manifestations dues à l'affaire Victor Noir, en emprisonnant Henri Rochefort après avoir obtenu la levée de son immunité parlementaire, en envoyant la troupe contre les grévistes du Creusot, en faisant arrêter les principaux dirigeants de la section française de l'Internationale des travailleurs.
Le succès du plébiscite du 8 mai 1870 consacre le succès de cette politique mais, paradoxalement, renforce les bonapartistes autoritaires qui contestent de plus fort le gouvernement. Ollivier est persuadé d'avoir la situation en main alors que, lâché par les républicains et contesté par les bonapartistes autoritaires, il est de plus en plus isolé et ne se maintient plus que grâce à la faveur de Napoléon III.

### Dernières années et écriture

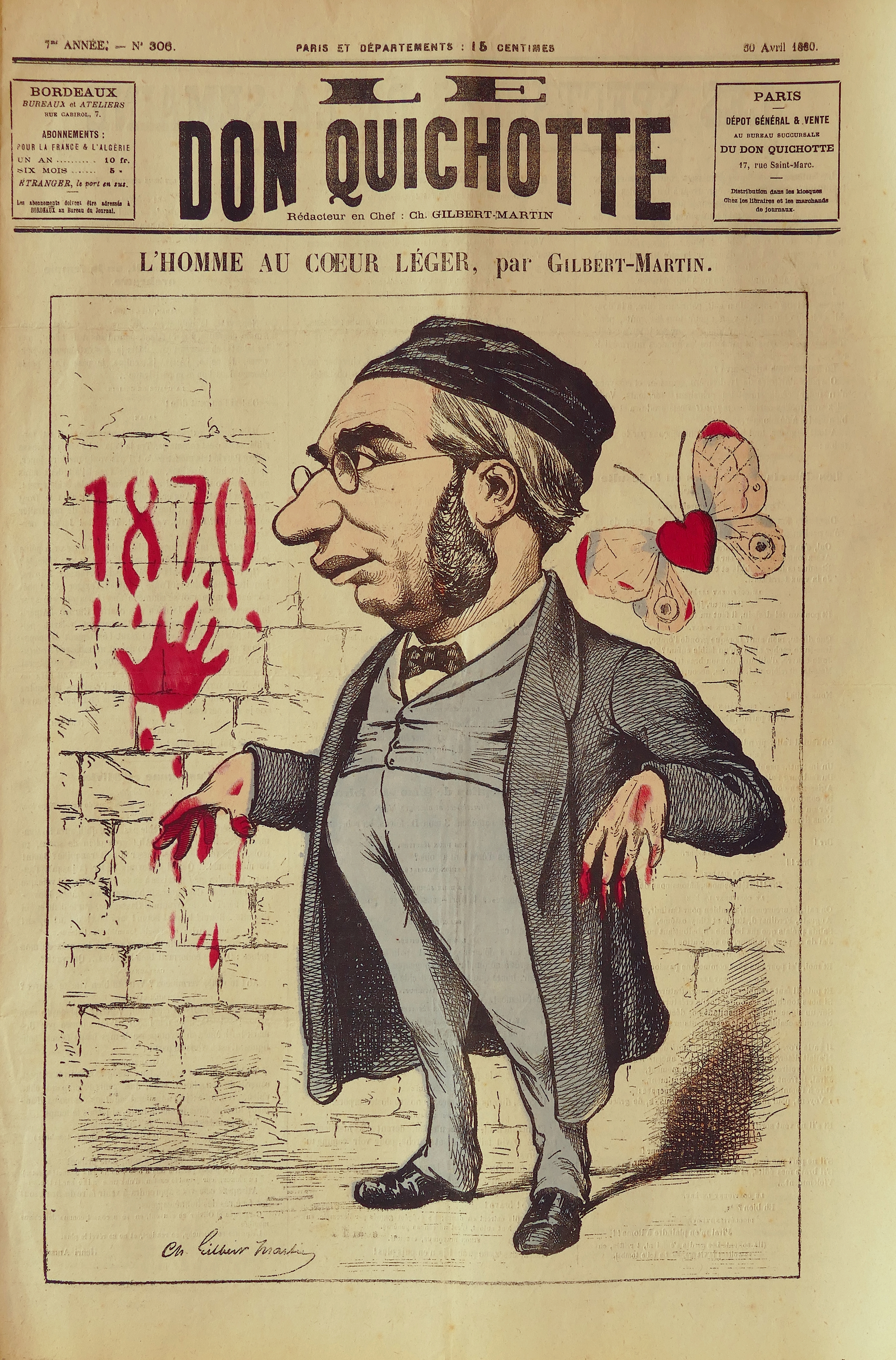
L'Homme au cœur léger, caricature par Charles Gilbert-Martin pour le numéro 306 du Don Quichotte, 1880.

Appuyé par Adolphe Thiers, il est élu à l'Académie française le 7 avril 1870, alors qu'il dirige le gouvernement, au fauteuil numéro 7, celui de Lamartine. Par cette élection, l'Académie veut signifier la fin de son hostilité à l'Empire.
Bien que personnellement favorable à la paix, il se laisse dépasser par Gramont et par les partisans de la guerre. À la suite de la dépêche d'Ems (13 juillet), et sous la pression populaire, il annonce, le 17 juillet 1870 devant le Corps législatif, la déclaration de guerre à la Prusse, déclarant maladroitement « Cette guerre, nous la déclarons d’un cœur léger », il restera pour la postérité L'Homme au cœur léger, et l'officialise le 19 juillet 1870. Les premiers revers fournissent à la Chambre l'occasion de le renverser, à une écrasante majorité, le 9 août 1870.
Exilé en Italie jusqu'en 1873, battu dans le Var aux élections de 1876 et de 1877, il consacre le reste de sa vie à se justifier, notamment dans les dix-sept volumes de son Empire libéral.
En 1878, un accident vasculaire cérébral le fit renoncer à sa vie politique[réf. nécessaire], et quand sa santé fut meilleure, à partir de 1879, il se consacrera essentiellement à l'écriture, jusqu'en 1913.
En 1906, il devient doyen de l'Académie française.
Il meurt en 1913, à Saint-Gervais. Il sera inhumé, selon ses vœux, sur sa propriété à Saint-Tropez.

## Lieux de mémoire et hommages
Outre ses archives, léguées aux Archives nationales par sa petite-fille, Anne Troisier de Diaz, la mémoire d’Émile Ollivier est matérialisée par ce qui fut sa villégiature et son refuge, le domaine de La Moutte à Saint-Tropez, qu'il avait acquis quand il n'était encore que député. Cette propriété viticole se transmit à ses descendants jusqu'à Anne Troisier de Diaz, (dite Annette), qui de son vivant y accueillait les historiens et les musiciens, créant le festival estival du Château de La Moutte, toujours actif, ainsi qu'un Institut Emile-Ollivier, conçu par elle pour être le garant de l'intégrité de sa donation et le continuateur de ses efforts mémoriels concernant l'oeuvre de son grand-père. Léguée au Conservatoire du Littoral, la propriété de La Moutte, demeurée inchangée depuis le second Empire, est gérée par la Ville de Saint-Tropez, qui y organise des visites et des conférences centrées autour de l'ancien maître des lieux. Le tombeau d'Émile Ollivier, sur lequel il avait fait graver sa définition de la mort : « Magna quies in magna spe », se trouve sur le littoral, posé sur un rocher dominant la plage des Salins et la mer.
Octave Mirbeau en fait le personnage central du chapitre VIII de son roman Les 21 jours d'un neurasthénique.
Une rue de Toulon porte son nom.

## Ouvrages

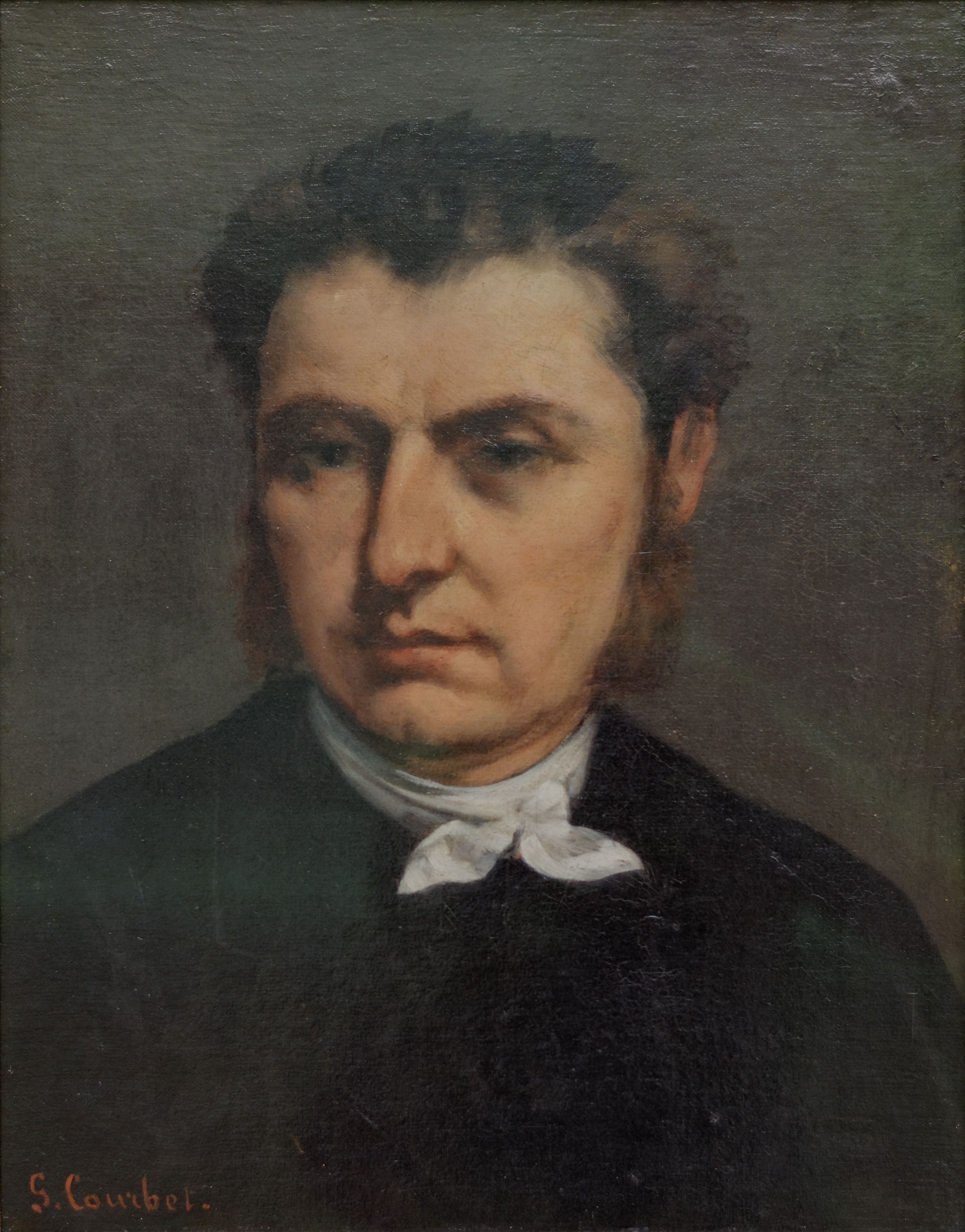
Émile Ollivier par Gustave Courbet (vers 1860).

Il est l'auteur de plusieurs ouvrages :
- Démocratie et liberté (1867)
- Le 19 janvier - Compte-rendu aux électeurs de la 3e circonscription de la Seine (1869)
- Le Ministère du 2 janvier, mes discours (1875)
- Principes et conduite (1875)
- L'Église et l'État au concile du Vatican (2 vols., 1879)
- Solutions politiques et sociales (1893)
- Nouveau Manuel du droit ecclésiastique français (1885).
- L'Empire libéral :
  - Vol. 1 (1895) : Le Principe des Nationalités (consulter en ligne)
  - Vol. 2 (1897) : Louis-Napoléon et le coup d'État (consulter en ligne)
  - Vol. 3 (1898) : Napoléon III (consulter en ligne)
  - Vol. 4 (1899) : Napoléon III et Cavour (consulter en ligne)
  - Vol. 5 (1900): L'Inauguration de l'Empire libéral - Le roi Guillaume (consulter en ligne)
  - Vol. 6 : La Pologne ; les élections de 1863, la loi des coalitions (consulter en ligne)
  - Vol. 7 (1903) : Le démembrement du Danemark ; Le syllabus ; La mort de Morny ; L'entrevue de Biarritz (consulter en ligne)
  - Vol. 8 (1903) : L'Année fatale - Sadowa (1866) (consulter en ligne)
  - Vol. 9 (1904) : Le Désarroi (consulter en ligne)
  - Vol. 10 (1905) : L'Agonie de l'Empire autoritaire (consulter en ligne)
  - Vol. 11 (1907) : La Veillée des armes. L'Affaire Baudin. Préparation militaire prussienne. Le plan de Moltke. Réorganisation de l'armée française par l'empereur et le maréchal Niel. Les élections en 1869. L'origine du complot Hohenzollern (consulter en ligne)
  - Vol. 12 (1908) : Le ministère du 2 janvier. Formation du ministère. L'affaire Victor Noir. Suite du complot Hohenzollern. (consulter en ligne)
  - Vol. 13 (1909) : Le guet-apens Hohenzollern. Le concile œcuménique. Le plébiscite (consulter en ligne)
  - Vol. 14 (1909) : La Guerre. Explosion du complot Hohenzollern. Déclaration du 6 juillet. Retrait de la candidature Hohenzollern. Demande de garantie. Soufflet de Bismarck. Notre réponse au soufflet de Bismarck. La déclaration de guerre (consulter en ligne)
  - Vol. 15 (1911) : Étions-nous prêts ? Préparation. Mobilisation. Sarrebruck. Alliances (consulter en ligne)
  - Vol. 16 (1912) : Le Suicide. Premier acte : Woerth. Forbach. Renversement du ministère (consulter en ligne)
  - Vol. 17 (1915) : La Fin  (consulter en ligne)
  - Vol. 18 (1918) : Table générale et analytique (consulter en ligne)
- Philosophie d'une guerre : 1870 (Flammarion, Bibliothèque de philosophie scientifique, 1910)
  - traduction : The Franco-Prussian War and its hidden causes (1913, consulter en ligne)